# 町田木曽住宅
町田木曽住宅（まちだきそじゅうたく）は、東京都町田市にある東京都住宅供給公社（JKK東京）の住宅団地。地元では町田木曽団地と呼称される。

## 概要
1969年（昭和44年）3月～1971年（昭和46年）10月にかけて造成された集合住宅。総戸数は4,736戸で、うち賃貸4,330戸、分譲406戸（ト街区のみ）。全棟が階段室型住棟で、エレベーターは設置されていない。棟番号および街区は数字ではなく「イロハ（例：イ‐〇号棟）」となっている。敷地は町田市木曽東4丁目から東京都道47号八王子町田線を挟み同市本町田に跨り、一部区域は厚木基地周辺航空機騒音対策に伴う「住宅防音工事」の対象区域内に指定されている。団地いちょう通りを挟んで北にUR都市機構町田山崎団地及びサンヒルズ町田山崎と、西に同じくJKK東京管轄の木曽住宅及び町田街道を挟み境川住宅と隣接、東にやや離れて（鎌倉街道を隔てた丘陵上）UR藤の台団地がある。同じ町田木曽住宅内でも街区により小学校区・中学校区は複雑に分かれている。

### 町田木曽住宅と木曽住宅
町田市の木曽東4丁目には町田木曽住宅の他に同じJKK東京が管理する木曽住宅があり、道路を隔てて両地区は隣接しているが、町田木曽住宅のうちロ号棟のみ木曽住宅の側に建てられている。町田木曽住宅は各棟が位置する場所毎に「街区」という名称で厳密に区分けされているが、木曽住宅には特に表記は無い事から明確な区分けは無いと思われる。
一見すると両地区は一体的に運用されている様に見えるが、管理事務所や案内板、掲示板は別々に設けられており、同社の公式HP上でも別扱いとなっている事から、JKK東京の基準では明確に別々の地区となっていると思われる。

## 主な施設

### 公共施設
- 町田消防署
- 木曽山崎公園
- 木曽山崎グラウンド
- 緑ヶ丘グラウンド

### 商業施設
- 町田木曽団地名店街

### 学校等
- 桜美林大学東京ひなたやまキャンパス - 少子化によって廃校になった本町田中学校と本町田西小学校の跡地に2021年開校。